# FIRA-Nationenpokal 1971/72
Der FIRA-Nationenpokal 1971/72 (engl. FIRA Nations Cup) war ein Wettbewerb für europäische Nationalmannschaften in der Sportart Rugby Union. Es handelte sich um die zwölfte Ausgabe der vom Verband FIRA organisierten Rugby-Union-Europameisterschaft sowie um die siebte Ausgabe unter diesem Namen. Beteiligt waren acht Mannschaften, die in zwei Divisionen eingeteilt waren. Den Europameistertitel gewann zum elften Mal Frankreich.

## Modus
Tabellenpunkte: Für einen Sieg gab es drei Punkte, für ein Unentschieden zwei Punkte, bei einer Niederlage einen Punkt.
Spielpunkte: 4 Punkte für einen Versuch, 2 Punkte für eine Erhöhung, 3 Punkte für einen Strafstoß, 3 Punkte für ein Dropgoal, 3 Punkte für ein Goal from mark.

## Erste Division
|    | Land             | Spiele | Siege | Unent. | Ndlg. | Spiel- punkte | Diff. | Tabellen- punkte |
| -- | ---------------- | ------ | ----- | ------ | ----- | ------------- | ----- | ---------------- |
| 1. | Frankreich       | 3      | 3     | 0      | 0     | 171:18        | + 153 | 9                |
| 2. | Rumänien         | 3      | 2     | 0      | 1     | 92:40         | + 52  | 7                |
| 3. | Marokko          | 3      | 1     | 0      | 2     | 30:133        | − 103 | 5                |
| 4. | Tschechoslowakei | 3      | 0     | 0      | 3     | 9:111         | − 102 | 3                |

| 11. Dezember 1971 | Frankreich | 31 : 12 | Rumänien | Parc des Sports de Sauclières, Béziers |
| 11. Dezember 1971 |            |         |          | Parc des Sports de Sauclières, Béziers |

| 22. April 1972 | Marokko | 3 : 72 | Frankreich A | Stade du C.O.C., Casablanca |
| 22. April 1972 |         |        |              | Stade du C.O.C., Casablanca |

| 22. April 1972 | Frankreich A | 68 : 3 | Tschechoslowakei | Colmar |
| 22. April 1972 |              |        |                  | Colmar |

| 27. April 1972 | Tschechoslowakei | 3 : 21 | Marokko | Millau |
| 27. April 1972 |                  |        |         | Millau |

| 2. Mai 1972 | Rumänien | 58 : 6 | Marokko | Stadionul Dinamo, Bukarest |
| 2. Mai 1972 |          |        |         | Stadionul Dinamo, Bukarest |

| 21. Mai 1972 | Tschechoslowakei | 3 : 22 | Rumänien | Areál Jana Navrátila, Vyškov |
| 21. Mai 1972 |                  |        |          | Areál Jana Navrátila, Vyškov |

## Zweite Division

### Halbfinale
| 20. Februar 1972 | Italien | 0 : 0 | Portugal | Stadio Plebiscito, Padua |
| 20. Februar 1972 |         |       |          | Stadio Plebiscito, Padua |

| 2. April 1972 | Portugal | 7 : 15 | Italien | Estádio Universitário de Lisboa, Lissabon |
| 2. April 1972 |          |        |         | Estádio Universitário de Lisboa, Lissabon |

Italien qualifiziert sich mit einem Gesamtergebnis von 15:7 für das Finale.
| 5. Dezember 1971 | Spanien | 26 : 4 | Jugoslawien | Estadio Nacional Universidad Complutense, Madrid |
| 5. Dezember 1971 |         |        |             | Estadio Nacional Universidad Complutense, Madrid |

| 8. Oktober 1972 | Jugoslawien | 7 : 21 | Spanien | Stadion Stari plac, Split |
| 8. Oktober 1972 |             |        |         | Stadion Stari plac, Split |

Spanien qualifiziert sich mit einem Gesamtergebnis von 47:11 für das Finale.

### Finale
| 14. Mai 1972 | Spanien | 10 : 0 | Italien | Estadio Nacional Universidad Complutense, Madrid |
| 14. Mai 1972 |         |        |         | Estadio Nacional Universidad Complutense, Madrid |

| 21. Mai 1972 | Italien | 6 : 6 | Spanien | Stadio Gino Pistoni, Ivrea |
| 21. Mai 1972 |         |       |         | Stadio Gino Pistoni, Ivrea |

Spanien steigt mit einem Gesamtergebnis von 16:6 in die erste Division auf.